# 杨则益 (1885年)
杨则益（1885年—？），又名德益，浙江玉环都垟心（今清港镇垟心村）人，中国共产党人物。

## 生平
杨则益在家中因排行第三，加上性格做事刚直，被人尊称为“武三爷”。1929年，受温岭坞根农民武装运动影响，杨则益响应并组织五十余人的部队，开展反暴和抗租斗争。经中共地下党培养，其中十三人组成清港保卫团，驻新塘头平水禹王庙。1929年2月，杨则益加入中国共产党。1930年3月，清港保卫团编为坞根游击大队清港分队。7月，中共玉环县委成立，金国祥担任县委书记，杨则益任县委委员。7月8日，杨则益率清港游击队配合坞根游击大队主力围攻地主武装茶头保卫团。24日，坞根游击大队整编为中国工农红军第十三军二团，清港游击队改编为所属青屿游击大队清港中队，杨则益任中队长。随后，国民党武装开始大举搜捕中共地下党员和红十三军战士，垟心的李君迪、李六坤、张子福等游击队员被逮捕并杀害，砍首示众。杨则益自感在家乡难以立足，带着家小随部队流动作战。1931年2月18日，红二团主力在坞根寺基遭国军袭击，红军因战斗失利被冲散。杨则益携家小避往宁波象山南田岛。其子病故后，温岭乌沙门一地痞欲霸占其儿媳，雇佣杀手将杨则益杀死在船上，还将其外孙推入海中淹死。
中华人民共和国成立后，玉环政府在后半山修建红军第十三军二团海上游击大队纪念堂，追思应保寿、杨则益等19名烈士。